# Qualificazioni al campionato mondiale di calcio 2018 - AFC - seconda fase - girone D
Questa voce raccoglie i risultati delle partite del girone D valido come secondo turno di qualificazione al Campionato mondiale di calcio 2018 per la zona di competenza dell'AFC.
| Squadra      | P.ti | G | V | P | S | RF | RS | DR  |
| ------------ | ---- | - | - | - | - | -- | -- | --- |
| Iran         | 20   | 8 | 6 | 2 | 0 | 26 | 3  | +23 |
| Oman         | 14   | 8 | 4 | 2 | 2 | 11 | 7  | +4  |
| Turkmenistan | 13   | 8 | 4 | 1 | 3 | 10 | 11 | -1  |
| Guam         | 7    | 8 | 2 | 1 | 5 | 3  | 16 | -13 |
| India        | 3    | 8 | 1 | 0 | 7 | 5  | 18 | -13 |

| Squadra      | Iran (bandiera) | Oman (bandiera) | India (bandiera) | Turkmenistan (bandiera) | Guam (bandiera) |
| ------------ | --------------- | --------------- | ---------------- | ----------------------- | --------------- |
| Iran         | —               | 2 – 0           | 4 – 0            | 3 – 1                   | 6 – 0           |
| Oman         | 1 – 1           | —               | 3 – 0            | 3 – 1                   | 1 – 0           |
| India        | 0 – 3           | 1 – 2           | —                | 1 – 2                   | 1 – 0           |
| Turkmenistan | 1 – 1           | 2 – 1           | 2 – 1            | —                       | 1 – 0           |
| Guam         | 0 – 6           | 0 – 0           | 2 – 1            | 1 – 0                   | —               |

## Incontri

### 1ª giornata
| Arbitro: | Wang Di |

|                       |           |  |
| Annaorazow 14’ (aut.) | Marcatori |  |

| Arbitro: | Ko Hyung-jin |

|             |           |                              |
| Chhetri 26’ | Marcatori | 1’ Qasim 40’ (rig.) Al Hosni |

### 2ª giornata
| Arbitro: | Võ Minh Trí |

|                          |           |               |
| McDonald 38’ Nicklaw 62’ | Marcatori | 90+4’ Chhetri |

| Arbitro: | Jameel Juma Abdulhusain |

|                |           |           |
| Mingazow 45+2’ | Marcatori | 4’ Azmoun |

### 3ª giornata
| Arbitro: | Khamis Al-Marri |

|                                                               |           |  |
| Dejagah 10’ (rig.) Taremi 31’, 65’ Azmoun 34’, 41’ Torabi 89’ | Marcatori |  |

| Arbitro: | Muhammad Taqi Aljaafari Bin Jahari |

|                                          |           |            |
| Saleh 7’ Saparow 11’ (aut.) Al-Hosni 59’ | Marcatori | 82’ Amanow |

### 4ª giornata
| Dededo 8 settembre 2015, ore 15:00 UTC+10 | Guam            | 0 – 0 referto | Oman | Guam National Training Center (2 239 spett.)\| Arbitro: \| Hiroyuki Kimura \| |
| Arbitro:                                  | Hiroyuki Kimura |               |      |                                                                               |

| Arbitro: | Ammar Al-Jeneibi |

|  |           |                                      |
|  | Marcatori | 28’ Azmoun 46’ Teymourian 49’ Taremi |

### 5ª giornata
| Arbitro: | Masoud Tufaylieh |

|                      |           |                |
| Abylow 8’ Amanow 60’ | Marcatori | 28’ Lalpekhlua |

| Arbitro: | Valentin Kovalenko |

|                 |           |              |
| Al-Mukhaini 52’ | Marcatori | 70’ Hosseini |

### 6ª giornata
| Arbitro: | Turki Al Khudhayr |

|            |           |  |
| Abylow 16’ | Marcatori |  |

| Arbitro: | Fahad Al Marri |

|                                     |           |  |
| Al-Mahaijri 55’ Al-Muqbali 67’, 84’ | Marcatori |  |

### 7ª giornata
| Arbitro: | Kim Dong Jin |

|                                                  |           |             |
| Pouraliganji 6’ Ezatolahi 64’ Dejagah 83’ (rig.) | Marcatori | 62’ Saparov |

| Arbitro: | Jarred Gillet |

|           |           |  |
| Singh 11’ | Marcatori |  |

### 8ª giornata
| Arbitro: | Ho Wai Sing |

|  |           |                                                                               |
|  | Marcatori | 12’, 63’ Taremi 30’ Kamyabinia 49’ Rezaeian 51’ (rig.) Shojaei 53’ Ansarifard |

| Arbitro: | Ma Ning |

|                           |           |                |
| Gevorkyan 40’ Muhadov 67’ | Marcatori | 70’ Al Ghasany |

### 9ª giornata
| Arbitro: | Võ Minh Trí |

|                                                           |           |  |
| Hajsafi 33’ (rig.), 66’ (rig.) Azmoun 61’ Jahanbakhsh 78’ | Marcatori |  |

| Arbitro: | Jameel Abdulhusin |

|             |           |  |
| Mubarak 53’ | Marcatori |  |

### 10ª giornata
| Arbitro: | Khamis Al Marri |

|             |           |                       |
| Jhingan 26’ | Marcatori | 48’ Amanov 70’ Atayev |

| Arbitro: | Minoru Tojo |

|                 |           |  |
| Azmoun 16’, 23’ | Marcatori |  |